# Linia kolejowa nr 807
Linia kolejowa nr 807 Sokołowo Wrzesińskie – Września – zelektryfikowana i eksploatowana w ruchu pasażerskim oraz towarowym łącznica kolejowa łącząca Sokołowo ze stacją kolejową Września (w powiecie wrzesińskim, w województwie wielkopolskim) mająca status linii o znaczeniu państwowym.

## Historia
Powstała w 1887 roku jako odcinek lokalnej linii ze stacji Poznań Wschód do stacji Strzałkowo KPEV, gdzie znajdowała się komora celna. Do 1921, kiedy to zbudowano odcinek Strzałkowo - Kutno linia nie odgrywała większej roli w gospodarce. W czasie II wojny światowej zyskała na znaczeniu, dzięki dobudowie 2 toru. W 1977 w związku z budową obwodnicy stacji Września, linia została przemianowana na łącznicę kolejową nr 807.